# Молот (Ярославская область)
Молот — упразднённая станция (тип населённого пункта) в Ярославском районе Ярославской области России. Исключена из учётных данных в 2022 году. Входила в Бекреневский сельский округ и Ивняковское сельское поселение.

## География
Населённый пункт был расположен при железнодорожной станции Молот, на границе с городом Ярославль, в непосредственной близости от железнодорожных путей.

## История
В 2006 году станция вошла в состав Ивняковского сельского поселения, образованного в результате слияния Ивняковского и Бекреневского сельсоветов.
Ликвидирована в 2022 году.

## Население
| 2007 | 2010 |
| ---- | ---- |
| 28   | ↘22  |

### Историческая численность населения
По состоянию на 1989 год в населённом пункте проживало 23 человека.

### Национальный и гендерный состав
Согласно результатам переписи 2002 года, в национальной структуре населения русские составляли 100 % из 21 чел., из них 11 мужчин, 10 женщин.
Согласно результатам переписи 2010 года население составляют 12 мужчин и 10 женщин.

## Инфраструктура
Станция насчитывает три строения: № 1 — частный жилой дом, № 3 — многоквартирный жилой дом на 12 квартир, № 5 — станция «Молот». Имеется таксофон.

## Транспорт
Молот расположен в 1 км от автодороги М8 «Москва-Холмогоры» и в 3,9 км от автодороги Р132 Р-132 «Золотое кольцо». Въезд возможен как через посёлок Суринский, так и через деревни Поповка, Ломки.
Имеется железнодорожное сообщение с Рыбинском, Ярославлем, Родионово, Пищалкино.